# Francesco Pisani
Francesco Pisani (Venezia, 1494 – Roma, 28 giugno 1570) è stato un cardinale e vescovo cattolico italiano.

## Biografia
Nacque dai patrizi Alvise di Giovanni Pisani (del ramo residente a Santa Maria Zobenigo) e Cecilia Giustinian. La sua era una delle famiglie più prestigiose di Venezia: il padre era banchiere e procuratore, mentre il fratello Giovanni era genero del doge Andrea Gritti; anche cinque delle sei sorelle (una abbracciò la vita religiosa) sposarono rampolli di importanti famiglie, tra le quali spiccano i Grimani e i Corner, legate agli ambienti filopapali.
Favorito dal padre, entrò ben presto in politica: nel 1512, sembra, affiancò l'ambasciatore Pietro Lando a Trento per incontrare l'omologo imperiale, mentre nel 1514 riuscì ad anticipare la sua entrata in Maggior Consiglio grazie a un prestito concesso al governo.
La svolta nella sua carriera avvenne tra il giugno e il luglio 1517 quando, dietro all'esborso da parte della famiglia di più di ventimila ducati, papa Leone X lo creò cardinale. Nella stessa occasione, il pontefice raccomandò che il Senato provvedesse a un'adeguata educazione ecclesiastica, ben consapevole che il Pisani era un giovane più propenso agli svaghi che agli studi, senza contare che aveva già una figlia naturale, Giulia.
Indice che la sua nomina era essenzialmente di stampo economico e politico, ricevette la tonsura e la berretta rossa già il 23 agosto successivo nella Basilica di San Marco, senza doversi recare a Roma. L'orazione gratulatoria fu pronunciata dal noto umanista Egnazio.
Raggiunse Roma nel 1518. Da questo momento fu costantemente impegnato nella ricerca di benefici che potessero restituire alla famiglia quanto sborsato per promuoverne la carriera. Sotto il pontificato di Leone X, e poi di Adriano VI e di Clemente VII, fu assorbito in frenetiche trattative per l'assegnazione di benefici rimasti vacanti, affannandosi nell'anticipare le mosse dei concorrenti. Alla fine accumulò titoli per un totale di 4000 ducati; tra l'altro, ebbe l'amministrazione apostolica della diocesi di Cittanova e una pensione sulla diocesi di Lesina.
A questa pratica, alla quale non mancarono critiche anche severe, seppe unire con abilità il sistema dei regressi ai benefici, per cui un ecclesiastico poteva rinunciare a una commenda in favore di una persona di fiducia, solitamente un parente, riservandosi però il diritto di venirne reintegrato se fosse rimasta vacante. In questa maniera i benefici potevano restare per generazioni all'interno della stessa famiglia. I regressi furono aboliti definitivamente dal Concilio di Trento, ma il Pisani poté goderne fino alla morte: infatti, nel 1570, essendogli premorto il nipote Alvise, tornò titolare della commenda sull'abbazia di Sant'Eufemia.
Nel 1524 il Senato lo indicò quale vescovo di Padova, scelta ratificata da Clemente VII il 24 agosto successivo (ma entrò in diocesi solo nel 1531). La carica gli garantì ulteriori entrate per un totale di 7000 ducati. In aggiunta, il 9 settembre dello stesso anno il papa gli concesse un indulto che gli dava massima libertà circa la collazione dei benefici della sua diocesi.
Un'ulteriore quantità di denaro gli derivò da investimenti, traffici e prestiti al limite dell'usura (anche ai parenti più stretti).
Come ogni cardinale del suo tempo, il Pisani utilizzò le sue entrate per ostentare prestigio e ricchezze. In particolare, finanziò la decorazione dei suoi appartamenti nel palazzo Venezia di Roma e il restauro della villa dei Vescovi di Luvigliano, risalente alla seconda metà del Quattrocento e ridotta in pessime condizioni.
Il 6 maggio 1527 avvenne il sacco di Roma e Pisani si asserragliò con Clemente VII a Castel Sant'Angelo. Nel dicembre successivo fu consegnato agli imperiali quale garanzia degli accordi con il papa; trascorse un periodo di prigionia a Napoli, venendo liberato nel gennaio 1529. Frattanto, nel 1527 aveva rinunciato formalmente alla diocesi di Padova in favore del nipote Alvise Pisani, di soli cinque anni (ma con diritto di regresso) ed era diventato vescovo di Treviso. L'anno successivo ottenne un indulto anche per i benefici di questa diocesi.
L'entrata a Treviso fu al centro di una questione con il governo veneziano: la diocesi era infatti rivendicata da Vincenzo Querini e la Serenissima aveva colto l'occasione per restaurare il suo diritto di presentazione alle diocesi di Terraferma. La vertenza si concluse quando, nel 1538, il Pisani fece una mossa simile a quella già fatta per Padova, rinunciandovi a favore del nipote Giorgio Corner, di quindici anni.
Nel 1551 ottenne anche l'amministrazione (e le entrate) della arcidiocesi di Narbona. In questo momento la somma dei suoi benefici ammontava a circa 12-15000 scudi lordi.
Non risiedette mai né a Padova, né a Treviso, ma appoggiò le iniziative dei suoi vicari generali; a Padova, in particolare, si ricordano i decreti di riforma del clero del 1530-34, la visita nelle parrocchie urbane del 1543 (con la collaborazione di Diego Laínez) e la visita ai monasteri femminili del 1546-47. Sempre a Padova, fu impegnato anche nella ricostruzione della cattedrale e dell'episcopio.
Nel 1555 cedette finalmente la diocesi di Padova al nipote Alvise, mentre nel 1564 lasciò Treviso al nipote Giorgio Corner.
Con il procedere degli anni, assunse sempre maggiore prestigio in Curia ed ebbe ruoli decisivi durante gli ultimi conclavi. Nel conclave del maggio 1555 procurò al futuro Paolo IV il voto del cardinale Alvise Corner. Nel conclave del 1559 fu uno dei candidati sostenuti dal re di Francia, ma ebbe solo pochi voti; quindi sostenne il cardinale Ercole Gonzaga, per poi appoggiare il candidato vincente Giovan Angelo Medici (Pio IV).
Nel 1564 quest'ultimo concesse alla Serenissima palazzo Venezia quale sede dei suoi ambasciatori. Il Pisani ne restò deluso, poiché fino ad allora l'edificio era servito per alloggiarvi i cardinali veneziani. Ebbe però la soddisfazione di vedere l'elevazione a cardinale del nipote Alvise, nel 1565.
Nel conclave del 1565-1566 il Pisani, che ricopriva la carica di decano del collegio cardinalizio, fu proposto dall'ambasciatore spagnolo Luis de Zúñiga y Requesens per un pontificato di transizione, ma il progetto non ebbe seguito. Affiancato dal nipote Alvise, si preoccupò di impedire l'ascesa di Giovanni Morone, il candidato sostenuto da Carlo Borromeo. Il 7 gennaio 1566, in qualità di decano, pronunciò per primo il voto di nomina a Michele Ghisleri, che fu eletto assumendo il nome di Pio V.
Il nuovo pontefice condusse una politica di forte rigore e, recatosi di persona alla diocesi di Ostia, amministrata dal Pisani, ne trovò le chiese in tale abbandono da togliergli 3000 scudi di rendite.

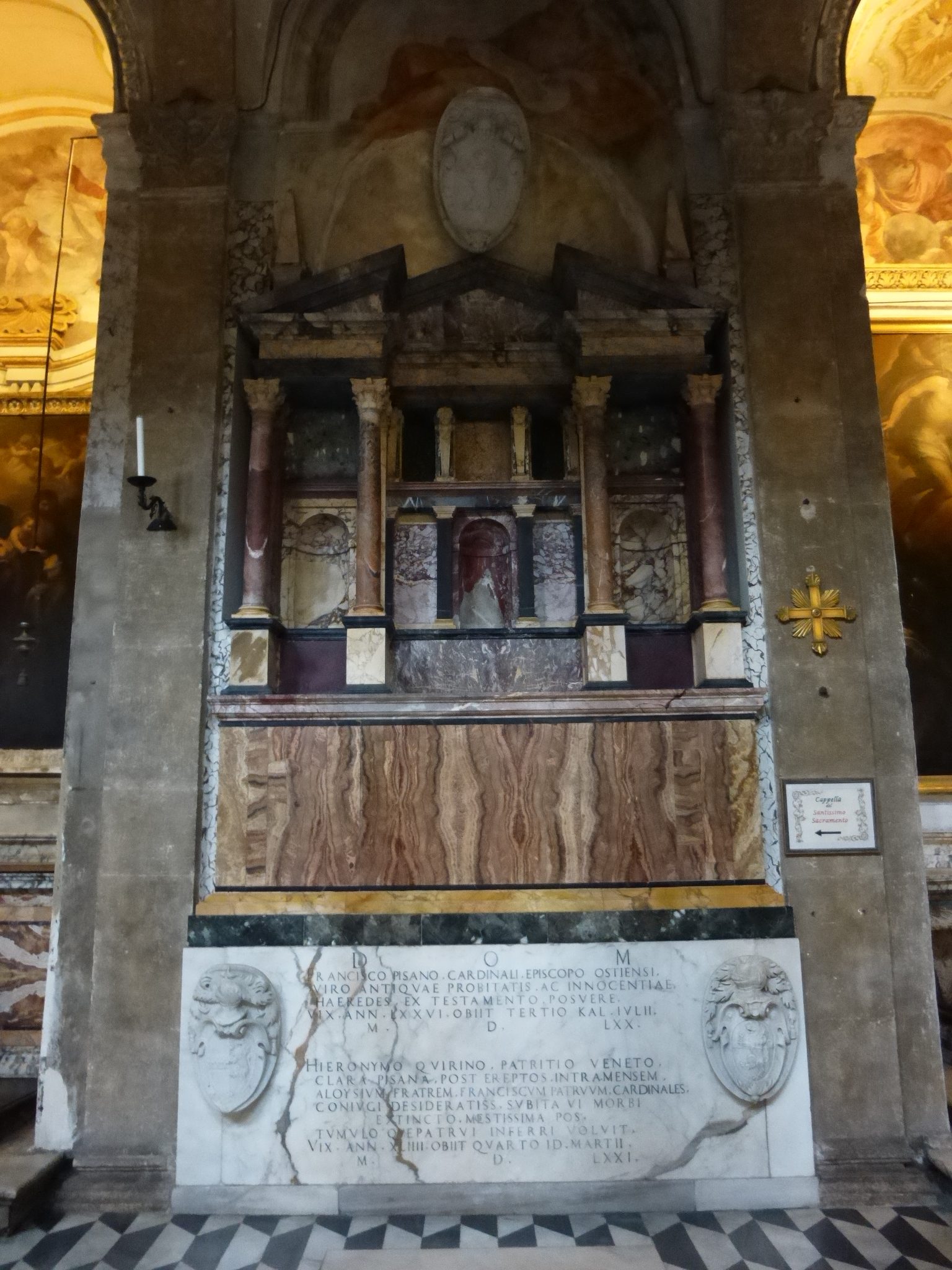
Basilica di San Marco Evangelista al Campidoglio, tomba del cardinal Pisani.

Malato e amareggiato per la prematura scomparsa del nipote Alvise, morì a Roma nel 1570, venendo sepolto nella Basilica di San Marco Evangelista al Campidoglio, in un sontuoso monumento da lui stesso commissionato. Aveva rinunciato ad essere inumato nella cattedrale di Padova, nonostante nel 1557 il capitolo lo avesse autorizzato ad erigervi la propria tomba. Era l'ultimo superstite dei cardinali creati da Leone X.

## Conclave
Francesco Pisani partecipò a otto conclavi:
- Conclave del 1521-1522, che elesse papa Adriano VI
- Conclave del 1523, che elesse papa Clemente VII
- Conclave del 1534, che elesse papa Paolo III
- Conclave del 1549-1550, che elesse papa Giulio III
- Primo conclave del 1555, che elesse papa Marcello II
- Secondo conclave del 1555, che elesse papa Paolo IV
- Conclave del 1559, che elesse papa Pio IV
- Conclave del 1565-1566, che elesse papa Pio V

## Genealogia episcopale e successione apostolica
La genealogia episcopale è:
- Cardinale Guillaume d'Estouteville, O.S.B.Clun.
- Papa Sisto IV
- Papa Giulio II
- Cardinale Raffaele Riario
- Papa Leone X
- Papa Paolo III
- Cardinale Francesco Pisani

La successione apostolica è:
- Vescovo Giorgio Corner (1552)
- Cardinale Alfonso Gesualdo (1564)

## Ascendenza
|                          |                      |                                  | Genitori          |  |  | Nonni |  |  | Bisnonni      |  |  | Trisnonni        |  |
|                          |                      |                                  |                   |  |  |       |  |  | Almorò Pisani |  |  | Francesco Pisani |  |
|                          |                      |                                  |                   |  |  |       |  |  | Almorò Pisani |  |  | Francesco Pisani |  |
|                          |                      | …                                |                   |  |  |       |  |  | Almorò Pisani |  |  |                  |  |
| Giovanni "Zuanne" Pisani |                      |                                  |                   |  |  |       |  |  | Almorò Pisani |  |  |                  |  |
|                          |                      | Elisabetta Trevisan              | Zaccaria Trevisan |  |  |       |  |  |               |  |  |                  |  |
|                          |                      | Elisabetta Trevisan              | Zaccaria Trevisan |  |  |       |  |  |               |  |  |                  |  |
|                          |                      | Elisabetta Trevisan              | Caterina Marcello |  |  |       |  |  |               |  |  |                  |  |
| Alvise Pisani            |                      | Elisabetta Trevisan              |                   |  |  |       |  |  |               |  |  |                  |  |
|                          |                      | Lorenzo Loredan                  | …                 |  |  |       |  |  |               |  |  |                  |  |
|                          |                      | Lorenzo Loredan                  | …                 |  |  |       |  |  |               |  |  |                  |  |
|                          |                      | Lorenzo Loredan                  | …                 |  |  |       |  |  |               |  |  |                  |  |
| Chiara Loredan           |                      | Lorenzo Loredan                  |                   |  |  |       |  |  |               |  |  |                  |  |
|                          |                      | …                                | …                 |  |  |       |  |  |               |  |  |                  |  |
|                          |                      | …                                | …                 |  |  |       |  |  |               |  |  |                  |  |
|                          |                      | …                                | …                 |  |  |       |  |  |               |  |  |                  |  |
| Francesco Pisani         |                      | …                                |                   |  |  |       |  |  |               |  |  |                  |  |
|                          | Francesco Giustinian | Marco Giustinian, duca di Candia |                   |  |  |       |  |  |               |  |  |                  |  |
|                          | Francesco Giustinian | Marco Giustinian, duca di Candia |                   |  |  |       |  |  |               |  |  |                  |  |
|                          | Francesco Giustinian | N. Soranzo                       |                   |  |  |       |  |  |               |  |  |                  |  |
| Benedetto Giustinian     | Francesco Giustinian |                                  |                   |  |  |       |  |  |               |  |  |                  |  |
|                          |                      | Isabella Corner                  | Francesco Corner  |  |  |       |  |  |               |  |  |                  |  |
|                          |                      | Isabella Corner                  | Francesco Corner  |  |  |       |  |  |               |  |  |                  |  |
|                          |                      | Isabella Corner                  | …                 |  |  |       |  |  |               |  |  |                  |  |
| Cecilia Giustinian       |                      | Isabella Corner                  |                   |  |  |       |  |  |               |  |  |                  |  |
|                          |                      | Luca Gritti                      | …                 |  |  |       |  |  |               |  |  |                  |  |
|                          |                      | Luca Gritti                      | …                 |  |  |       |  |  |               |  |  |                  |  |
|                          |                      | Luca Gritti                      | …                 |  |  |       |  |  |               |  |  |                  |  |
| Marina Gritti            |                      | Luca Gritti                      |                   |  |  |       |  |  |               |  |  |                  |  |
|                          |                      | …                                | …                 |  |  |       |  |  |               |  |  |                  |  |
|                          |                      | …                                | …                 |  |  |       |  |  |               |  |  |                  |  |
|                          |                      | …                                | …                 |  |  |       |  |  |               |  |  |                  |  |
|                          |                      | …                                |                   |  |  |       |  |  |               |  |  |                  |  |